# Penedès (vino)

Area di produzione del vino Penedès

Penedés è una DOP riservata ad alcuni vini la cui produzione è consentita nelle province di comuni della provincia di Barcellona o di Tarragona.

## Zona di produzione
La zona di produzione comprende l'intero territorio di 47 comuni nelle province di Barcellona e di Tarragona.

## Storia
Alcuni vini della DOP «Penedès» sono coltivati in aziende agricole legate alle masserie tipiche del territorio della DOP, chiamate Mas (o Masía). Si tratta di una struttura costituita da una masseria (casa dotata di magazzini agricoli) e dall’azienda agricola, ritenuta la predominante nel Penedès prima della diffusione della filossera. Attualmente i vini della DOP «Penedès» vinificati con uve provenienti da queste strutture agricole del passato sono diversi e godono di prestigio a livello internazionale e locale.

## Disciplinare
il Penedés è stato istituito con risoluzione dell'8 maggio 2009, della Direzione generale Industria e Mercati Alimentari dello Stato Spagnolo.
La versione corrente del disciplinare è stata pubblicata sulla Gazzetta ufficiale dell’Unione europea C 199 del 17.5.2022.

## Tipologie

### Vino bianco e rosato
| uvaggio                        | Macabeo - Viura; Merlot; Parellada; Xarel.lo                                                             |
| colore                         | Bianco: Colore da giallo pallido a giallo scuro; rosato: colore rosso dal rosa pallido al rosso ciliegia |
| odore                          | Bianco: Aromi primari di frutta bianca, tropicale; rosato: aroma di frutta, di frutti rossi.             |
| sapore                         | Fruttato. Acidulo, tatto morbido e fresco                                                                |
| titolo alcolometrico minimo    | 11% vol.                                                                                                 |
| resa massima di uva per ettaro | 120 q.                                                                                                   |

### Vino rosso
| uvaggio                        | Macabeo - Viura; Merlot; Parellada; Xarel.lo                                    |
| colore                         | Colore granata per i vini giovani. Colore rosso tostato per i vini invecchiati. |
| odore                          | Aroma di frutti rossi.                                                          |
| sapore                         | Fruttato. Acidulo, tatto morbido                                                |
| titolo alcolometrico minimo    | 12% vol.                                                                        |
| resa massima di uva per ettaro | 90 q.                                                                           |

### Vino liquoroso
| uvaggio                     | Macabeo - Viura; Merlot; Parellada; Xarel.lo  |
| colore                      | Giallo, ambrato, dorato, rosso, tostato.      |
| odore                       | Aromi di frutta candita propri della varietà. |
| titolo alcolometrico minimo | 15% vol.                                      |

### Vino spumante di qualità
| uvaggio                     | Macabeo - Viura; Merlot; Parellada; Xarel.lo                                     |
| colore                      | Colore giallo o rosa pallido, senza raggiungere il color ambra o rosso ciliegia. |
| odore                       | Aromi primari, di frutta bianca, tropicale                                       |
| sapore                      | Fruttato, acidulo, tatto morbido, con note di invecchiamento, se del caso.       |
| titolo alcolometrico minimo | 11% vol.                                                                         |

### Vino frizzante
| uvaggio                     | Macabeo - Viura; Merlot; Parellada; Xarel.lo                               |
| colore                      | Giallo pallido o rosa pallido, con spuma continua e non tumultuoso         |
| odore                       | Aromi primari, di frutta bianca, tropicale                                 |
| sapore                      | Fruttato, acidulo, tatto morbido, con note di invecchiamento, se del caso. |
| titolo alcolometrico minimo | 9,5% vol.                                                                  |

### Vino di uve stramature
| uvaggio                     | Macabeo - Viura; Merlot; Parellada; Xarel.lo             |
| colore                      | Giallo, ambrato, dorato, rosso, tostato                  |
| odore                       | Aromi di frutta matura candita propri della varietà.     |
| sapore                      | Fruttato, acidulo, tatto untuoso, caldo e senza difetti. |
| titolo alcolometrico minimo | 12% vol.                                                 |